# Ano Poli (Thessaloniki)

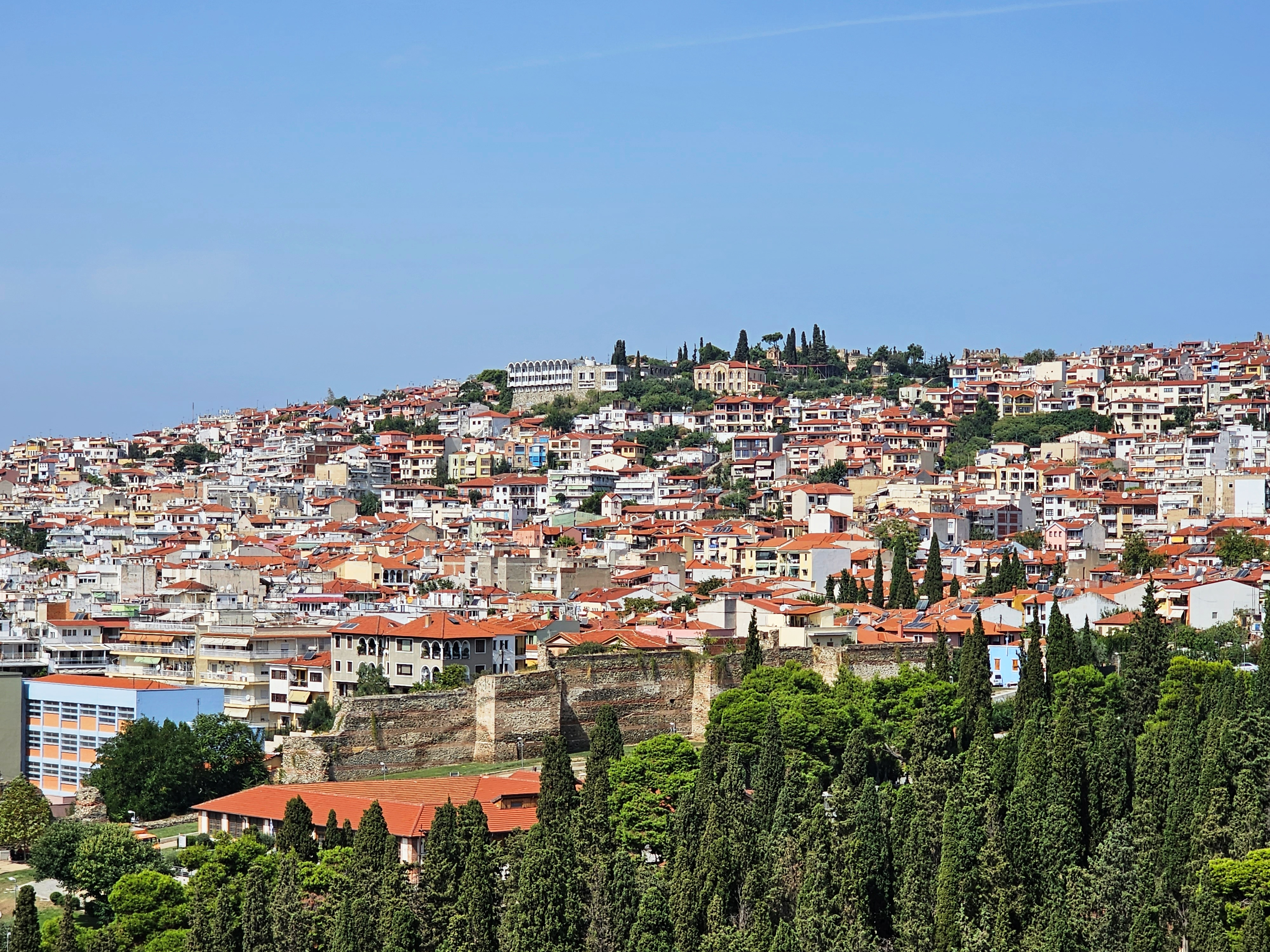
Ano Poli, die Oberstadt von Thessaloniki

Ano Poli (griechisch Άνω Πόλη; [ˈano ˈpoli]) ist die historische Oberstadt von Thessaloniki mit einer Fläche von 58 Hektar.

## Abgrenzung
Ano Poli liegt nördlich des Stadtzentrums im nördlichsten Teil der Stadt, unterhalb der Akropolis (Heptapyrgion). Es erstreckt sich auf dem steilen und felsigen Gelände eines Berges mit Namen Bayer (griechisch Μπαϊρ). Die Südgrenze verläuft entlang der Straße Odos Olympiados, auf den anderen drei Seiten wird Ano Poli von den Resten der byzantinischen Stadtmauer begrenzt.

## Geschichte
Die Besiedlung geht auf das 4. und 5. Jahrhundert und die christliche Gemeinde zurück. Nach Eroberung durch die Türken 1430 schrumpfte die Einwohnerzahl fortwährend bis ins 16. Jahrhundert. Dann erlebte Ano Poli als großes moslemisches Viertel eine Renaissance, vorwiegend als Wohnviertel. Die Moslems lebten im höher gelegenen Stadtgebiet vor allem wegen des gesünderen Klimas, aber auch um ihre Präsenz zu unterstreichen. 1913 betrug die Einwohnerzahl 34.654, davon 85 % Osmanen, 5,2 % Griechen, 8,1 % Juden, 1,0 % Bulgaren und 0,2 % Ausländer. Ano Poli blieb auch nach 1912, dem Ende der osmanischen Herrschaft, ein moslemisch geprägtes Viertel, während in dem Teil der unteren Stadt, die direkt ans Meer grenzt, der jüdische Anteil zwischen 60 % und 90 % betrug und die Griechen in ihren traditionellen Vierteln im Osten und Westen von Thessaloniki lebten. Während der Brand in Thessaloniki 1917 große Teile der Bebauung in der unteren Stadt zerstörte, hat sich in Ano Poli ein Großteil der Stadtgestalt aus byzantinischer und osmanischer Zeit erhalten. In den Jahren nach 1922 hatte Ano Poli durch Flüchtlinge aus Kleinasien eine hohe Bevölkerungsdichte. Als eine Generation später die erwachsen gewordenen Kinder der Flüchtlinge in komfortablere Viertel zogen, verlor Ano Poli Einwohner, bevor es gegen Ende des 20. Jahrhunderts durch verschiedene städtebauliche und denkmalpflegerische Maßnahmen aufgewertet und zunehmend zu einem touristischen Ziel wurde. Dadurch setzte eine in den Teilen des Stadtviertels unterschiedlich stark ausgeprägte Gentrifizierung ein.

## Beschreibung

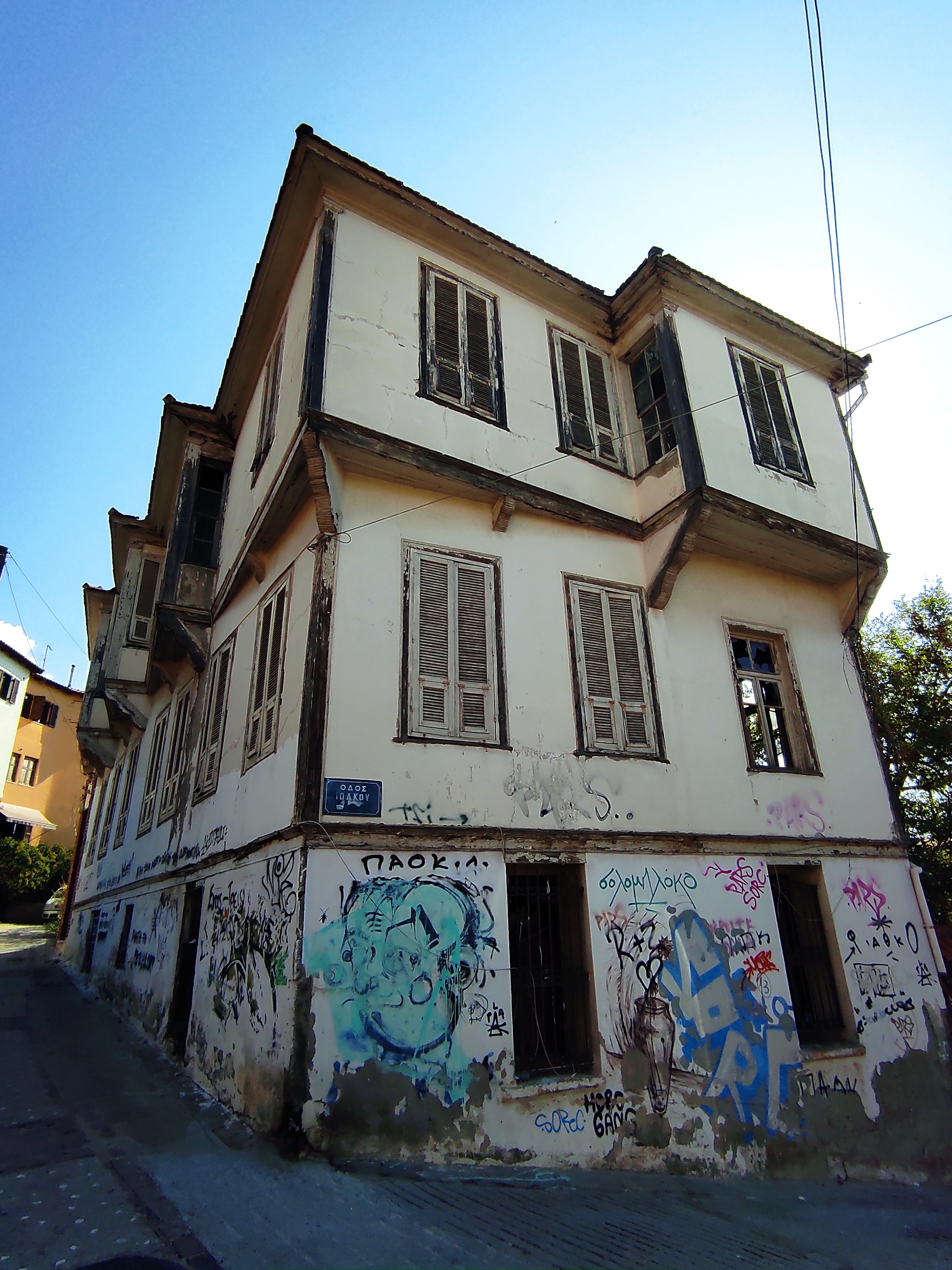
Haus mit Sachnisia (baulichen Auskragungen)

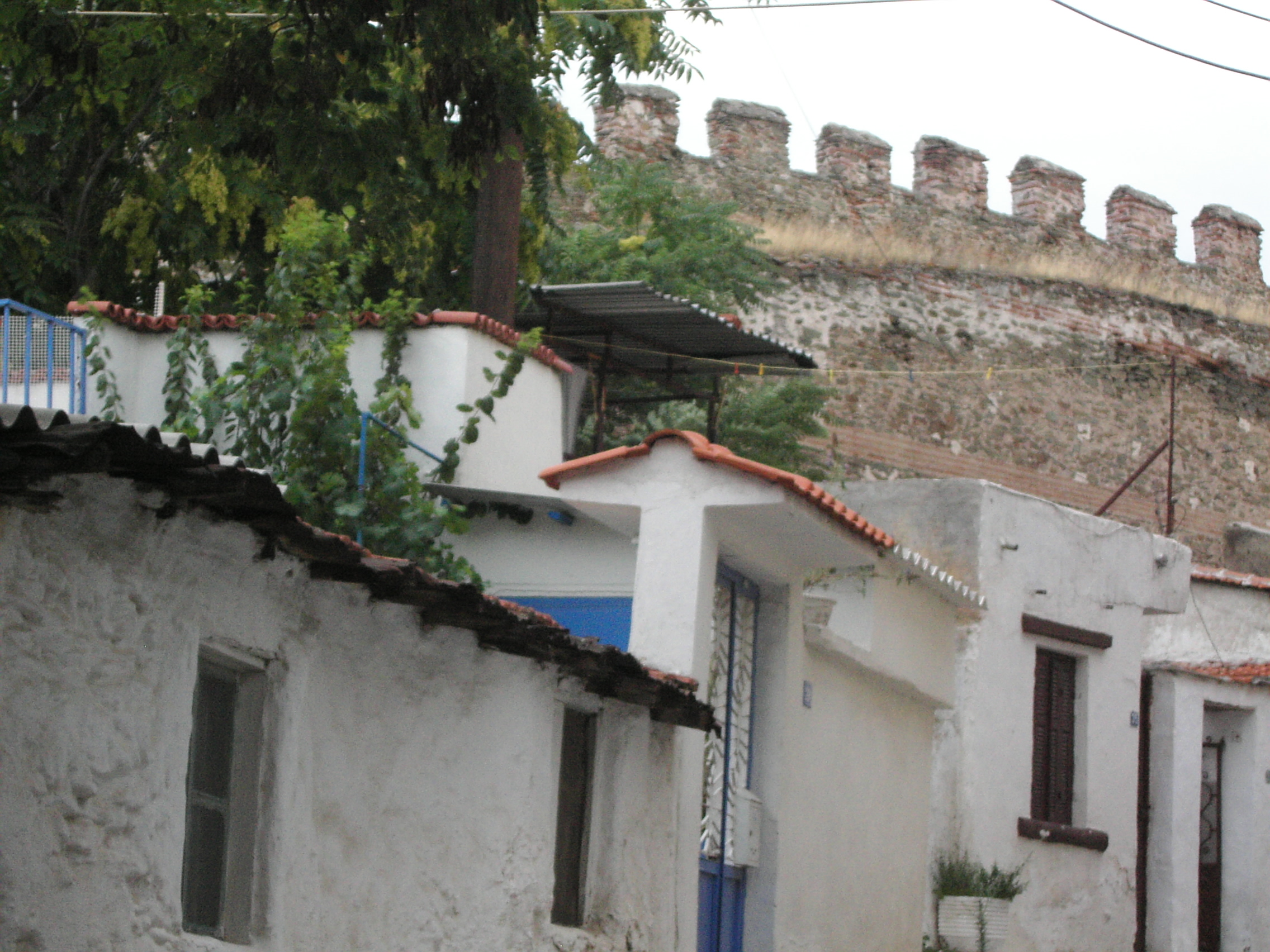
Kastroplikta-Häuschen an der byzantinischen Mauer

In weiten Teilen von Ano Poli ist die ursprüngliche Stadtstruktur mit engen Kopfsteinpflasterstraßen, Sackgassen, kleinen Lichtungen und Plätzen und vor allem schlichten und eleganten Gebäuden erhalten geblieben. Die Gassen enden in Treppen, die den Berg hinaufführen.
Die schlichten Gebäude, die größtenteils in den Straßen Dimitrios Poliorkitos, Alexandras Papadopoulos, Theofilos, Antiochos, Amphitryonas, Herodotos, Tsamadou und Shaktouri zu finden sind, haben nichts Prunkvolles zu bieten. Sie zeichnen sich durch ihre Form und funktionale (innere und äußere) Struktur aus, wobei viele Elemente aus der antiken griechischen und byzantinischen Tradition stammen. Ein Kennzeichen vieler Häuser sind bauliche Auskragungen (griechisch σαχνισιά sachnisia), die Stützen der Auskragungen (griechisch φουρούσια fourousia) sowie die überdachten Balkone (griechisch χαγιάτια chagiatia), die charakteristische Elemente der traditionellen nordgriechischen Architektur sind, die so auch auf dem Balkan, in der Türkei und im Nahen Osten zu finden sind.
Ano Poli ist des Weiteren geprägt durch wichtige Denkmäler wie das Heptapyrgion, das Latomos-Kloster, die byzantinische Kirche Hagios Nikolaos Orfanos, das Vlatades-Kloster, die Kirche der Heiligen Katherina, die Kirche der Taxiarchen und die Kirche des Propheten Elias, das byzantinische Bad am Crispou-Platz, das Atatürk-Museum, die Musa-Baba-Türbe und den Tsinari-Brunnen.
Weiter zu erwähnen sind die kleinen einstöckigen Häuschen (griechisch Καστρόπληκτα kastroplikta) der kleinasiatischen Flüchtlinge, mindestens 300 an der Zahl, die direkt an die byzantinische Stadtmauer angebaut wurden. Seit Ano Poli 1979 durch ein Dekret des Präsidenten zu einem traditionellen Stadtviertel (griechisch παραδοσιακός οικισμός paradosiakos oikismos) erklärt wurde und erst recht seit es 1997 Kulturhauptstadt Europas war, verfolgen Staat und Stadt das Ziel, die Häuschen zu beseitigen und die denkmalgeschützte Mauer freizulegen, stoßen dabei jedoch wiederholt auf Widerstand.

## Stadtklima
Ano Poli ist stadtklimatisch begünstigt, wegen seiner Höhenlage (bis zu 400 Meter) und den frischen Winden. Es bietet einen weiten Blick über den Thermäischen Golf, auf dessen anderer Seite bei guter Sicht sogar der 80 Kilometer entfernte Olymp zu sehen ist.

## Galerie

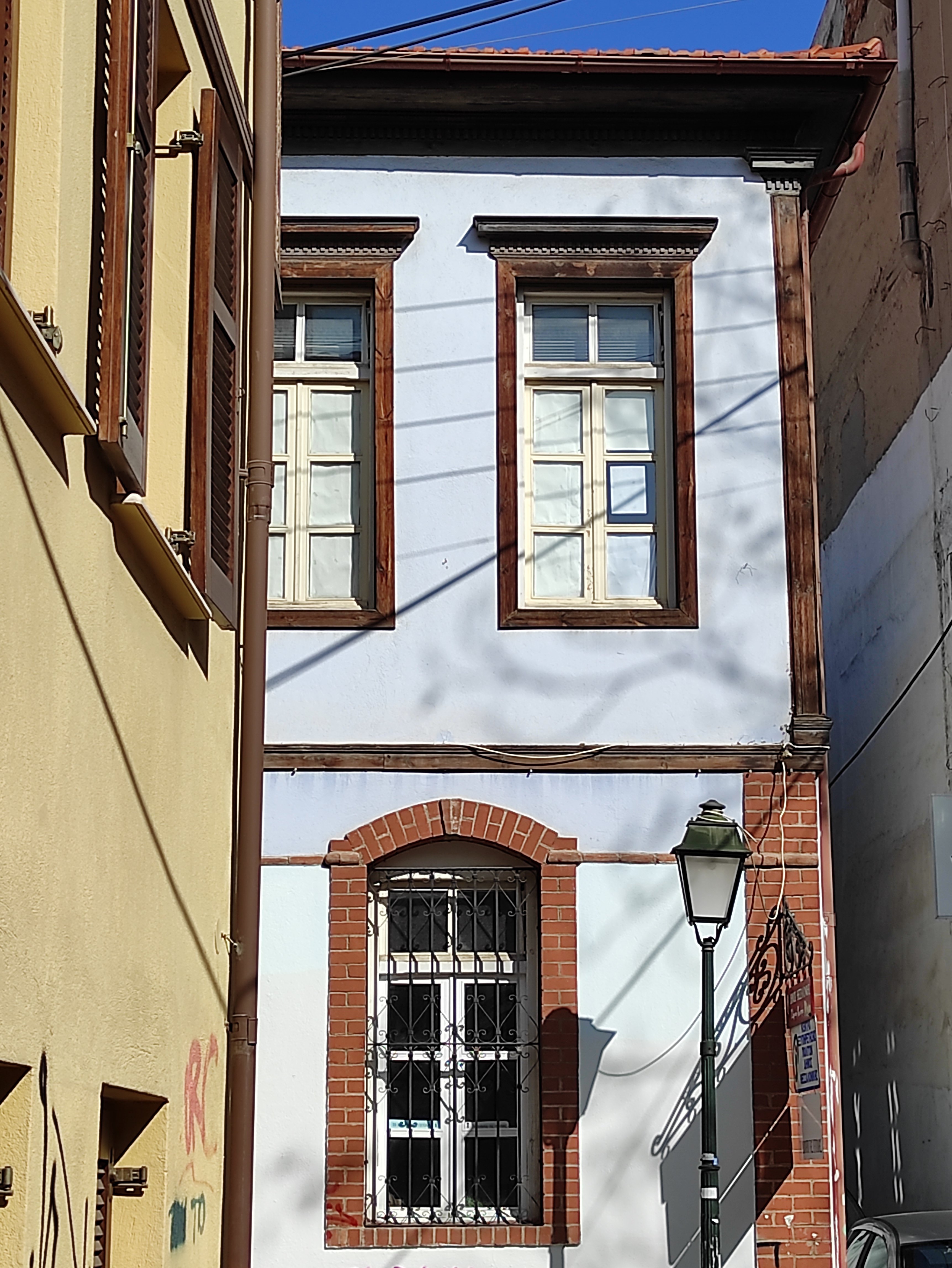
Odos Theofilou
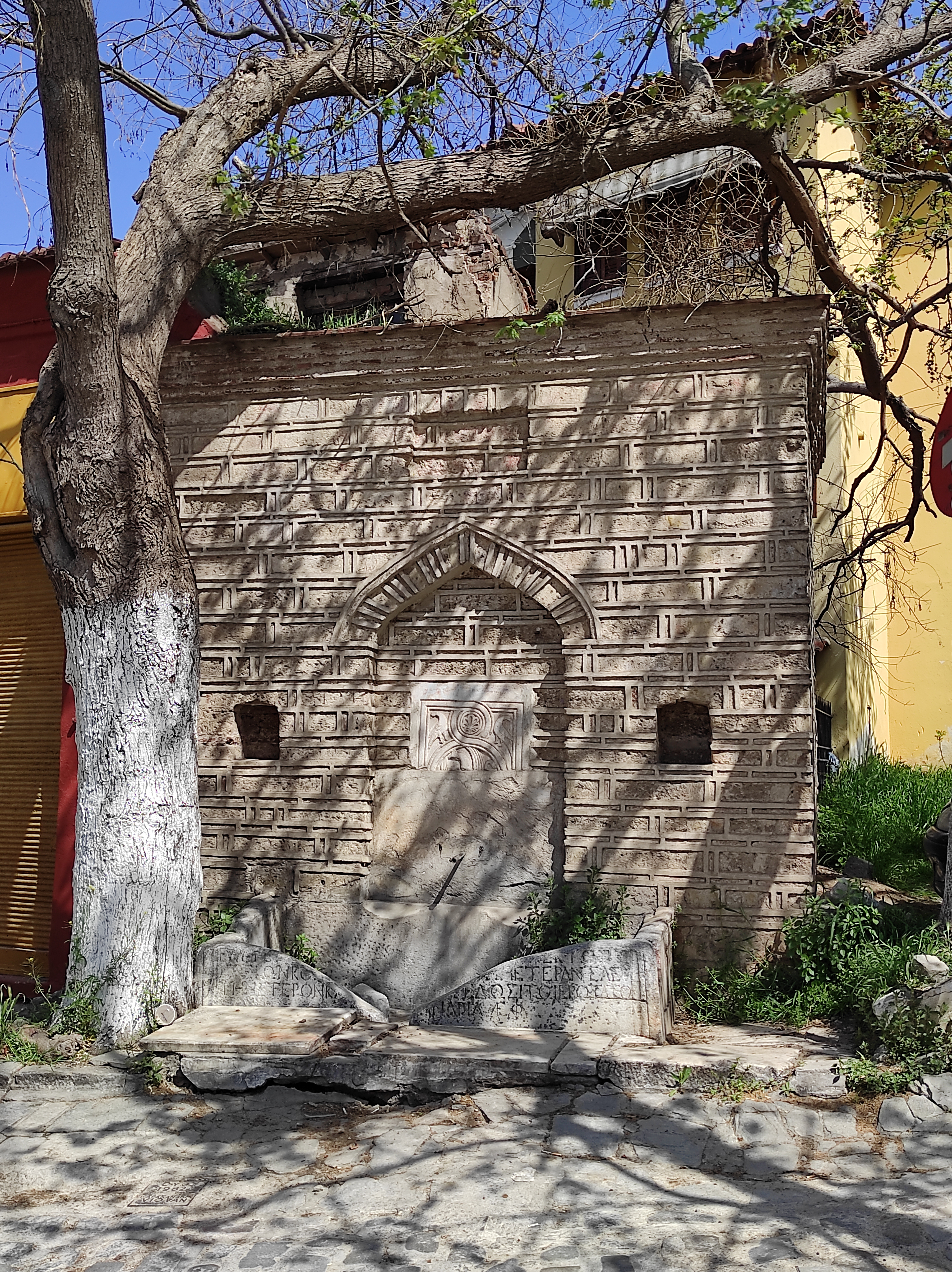
Der Brunnen in Tsinari
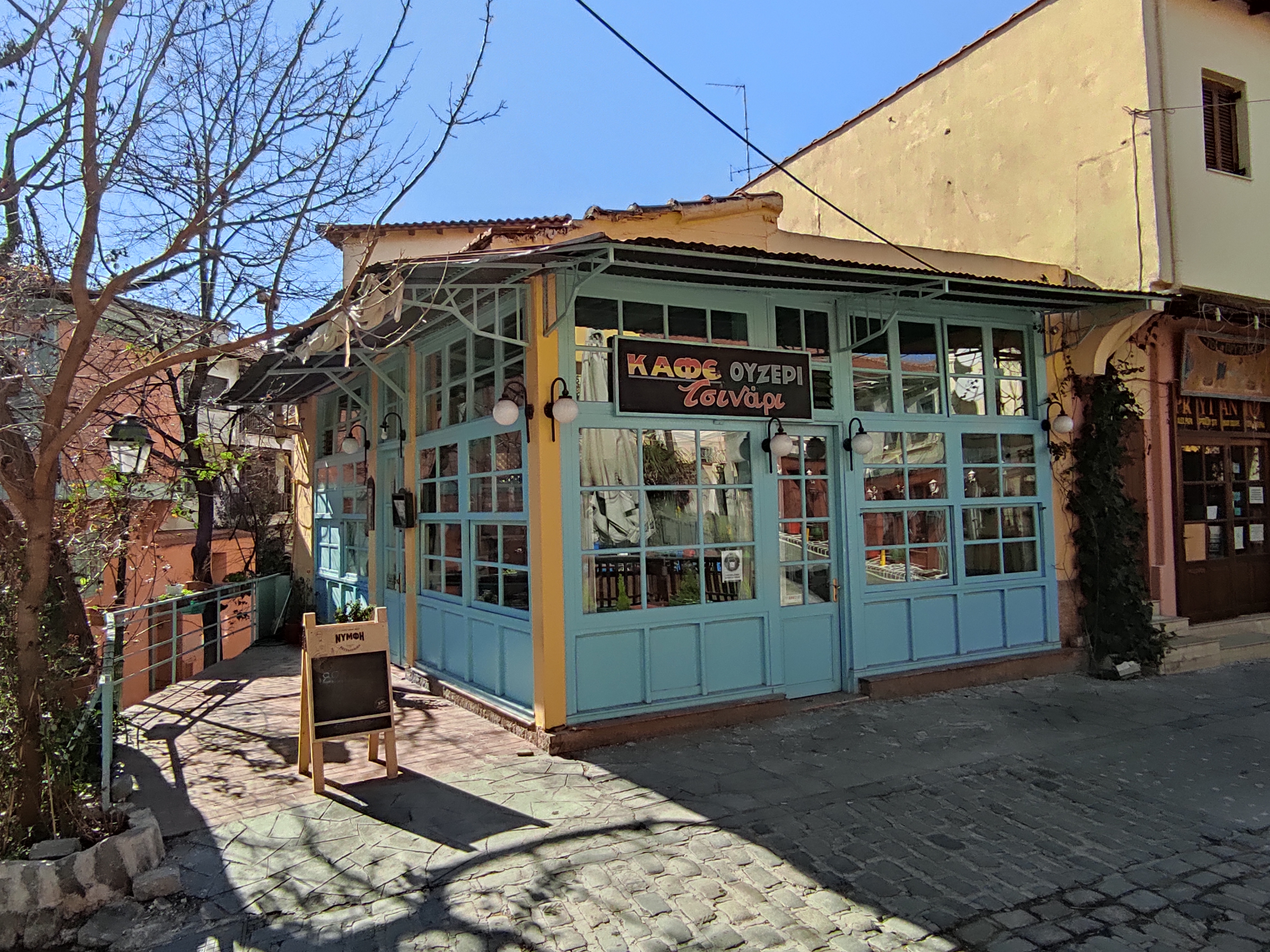
Kafenion Tsinari
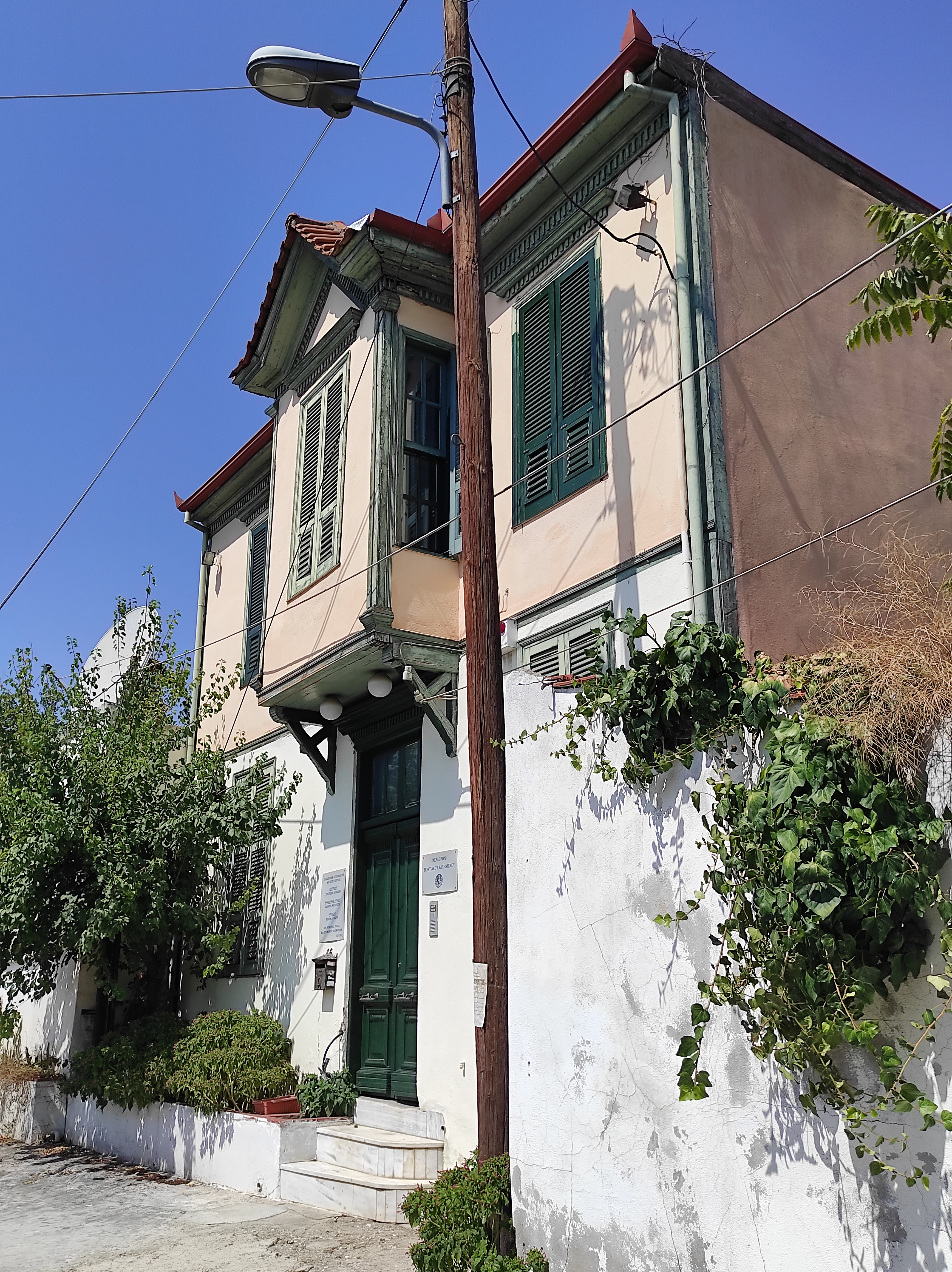
Das Haus mit dem kleinen Giebel
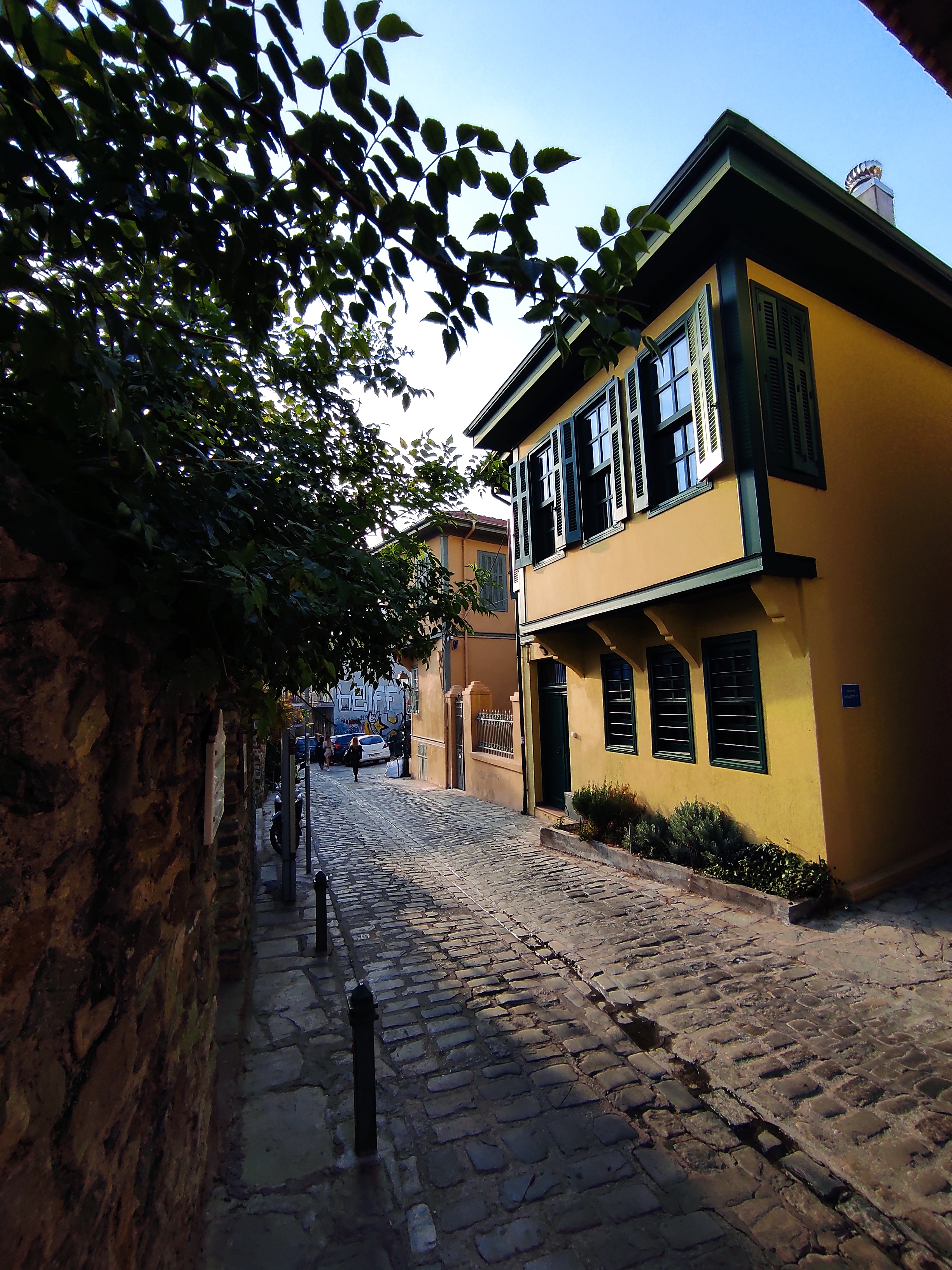
Odos Irodotou

## Verkehr
Die verkehrsfeindliche Topografie hat Auswirkungen auf den öffentlichen Nahverkehr, auf den Kraftfahrzeugverkehr und auf den Fußverkehr. Ano Poli wird nur von einer Buslinie der OASTH, der Linie 23, bedient. Da die großen Straßen außen herum führen, ist das Stadtviertel für Kraftfahrzeuge wenig attraktiv. Es gibt Parkprobleme. Durch die vielen Treppen sind manche Bereiche am besten zu Fuß zu erreichen. Für Fußgänger ist der Aufstieg allerdings beschwerlich.

## Persönlichkeiten
- Dinos Christianopoulos, Schriftsteller
- Iphigénie Chrysochoou, Schriftstellerin
- Anestis Evangelou, Dichter
- Nâzım Hikmet (1902–1963), türkischer Dichter
- Mustafa Kemal Atatürk (1881–1938), Gründer der Republik Türkei
- Kostis Moskof, Schriftsteller
- Antonis Sourounis, Schriftsteller
- Giorgos Themelis (1900–1976), Schriftsteller
- Georgios Vafopoulos, Schriftsteller
- Konstantinos Zervas (* 1964), 2019–2023 Bürgermeister von Thessaloniki